# Ignazio Stella
Ignazio Stella (Fiume, 5 gennaio 1907 – Milano, 27 marzo 1977) è stato un pugile italiano.
Fu il primo pugile fiumano a vincere nel 1931 a Ferrara, la sciarpa tricolore, superando nella finale dei campionati italiani dei pesi mosca il lombardo Trombetta. Costretto, per scelta tecnica, a rinunciare alle Olimpiadi di Los Angeles del 1932, mise alla I ripresa fuori combattimento a Budapest, qualche mese più tardi, il neo campione olimpico István Énekes. Pugile potente e tecnico disputò 150 match di cui 146 vinti, 2 pareggiati e 2 persi. Indossò per 15 volte la maglia azzurra.